# おりんぴあ どりーむせと
おりんぴあ どりーむせと(OLMPIA DREAM SETO)は、日本の海運会社国際両備フェリー株式会社（本社：岡山県岡山市）が運航する、内航旅客船兼自動車輸送渡船（カーフェリー）。2019年（令和元年）5月1日から、新岡山港（岡山県）～小豆島（土庄港・香川県）間の運航を開始した。本船は新岡山航路のほか、池田港〜高松港や、四国汽船の予備船も兼ねている。

## 概要
西九州新幹線「かもめ」をはじめとするJR九州などの車両のデザインで知られる水戸岡鋭治がトータルデザインを担当した。トータルデザインは姉妹船おりんぴあ どりーむに続いて二度目となる。
また本船は、車両甲板から展望甲板まで、4層の甲板を持っている。これは、かつて同航路に就航していた「にゅうおりんぴあ」（本船と交代して引退）からのデザインを受け継いでいる。3階は、ブランコと、貸切の時に開放するオリンピアスイート、4階はすべり台とチャギントンのミニトレインが設置されている。

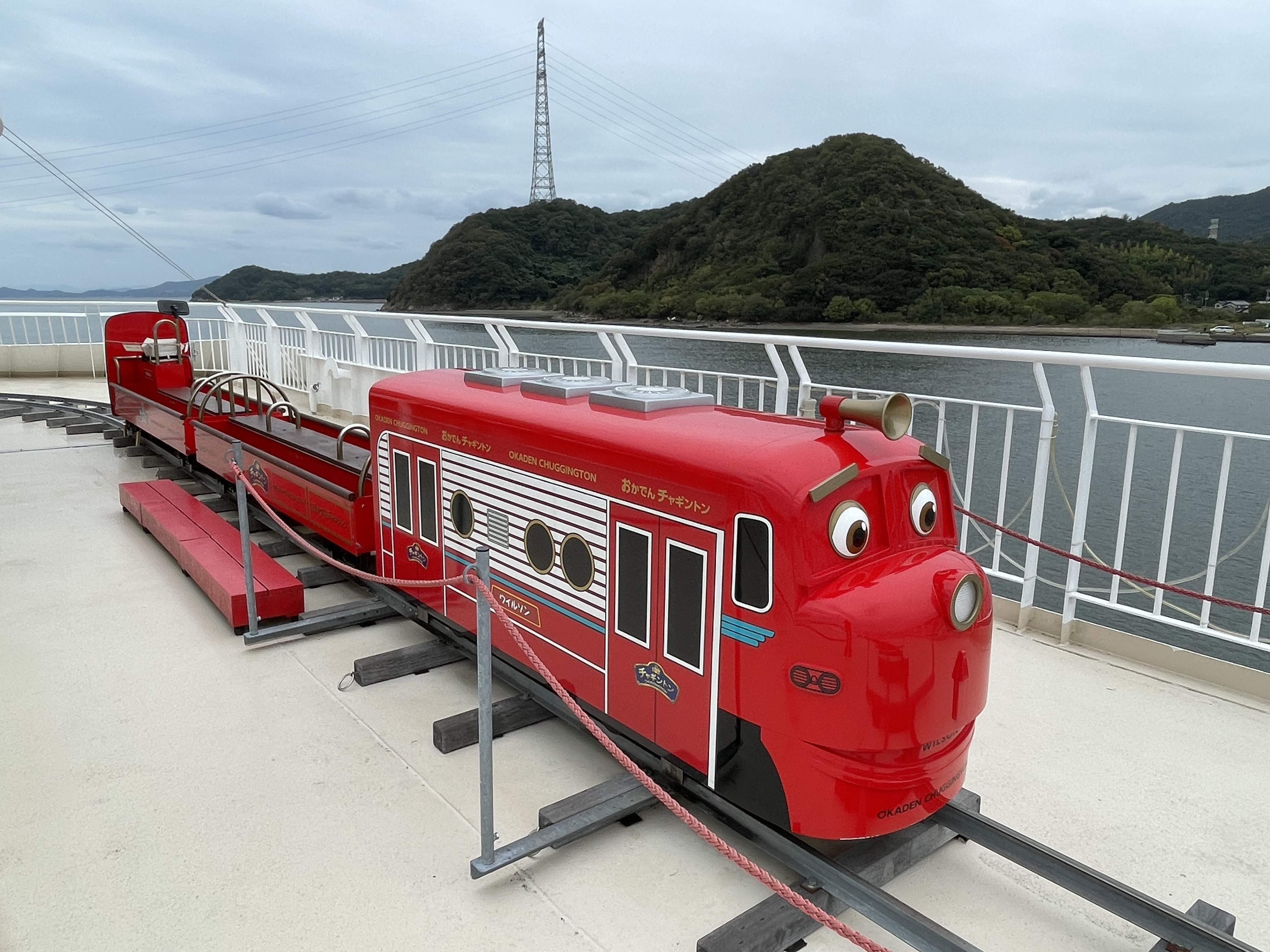
チャギントンのミニトレイン

船体には、ギリシャ神話に登場する「ポセイドン」が描かれている。ちなみに、「おりんぴあ どりーむ」には、「トリトン」が描かれている。同社のカーフェリーには、第1船の「おりんぴあ」（初代・1964年就航）から、ギリシャ神話に登場する獣神が描かれており、これが伝統となっている。